# Stator dissimilis
Stator dissimilis is een keversoort uit de familie bladkevers (Chrysomelidae). De wetenschappelijke naam van de soort werd in 1976 gepubliceerd door Johnson & Kingsolver.